# XV ноября (футбольный клуб, Пирасикаба)
Спортивный клуб «XV ноября» (порт. Esporte Clube XV de Novembro) или XV Пирасикаба (порт. XV de Piracicaba) — бразильский футбольный клуб из Пирасикабы штата Сан-Паулу. В 2017 году выступал в Серии D чемпионата Бразилии.

## История
Спортивный клуб «XV ноября» был основан 15 ноября 1913 года, в течение нескольких лет принимал участие в первом дивизионе Лиги Паулисты. Самым значительным достижением команды было второе место в лиге в 1976 году, которое команда завоевала под руководством Ромео Риполи. Также клуб несколько раз занимал первое место во втором сан-паульском дивизионе.
В 1964 году команда впервые играла с командами за пределами южноамериканского континента, играя в Швеции, Дании, Польше, ФРГ И ГДР, а также одной из первых посетив Советский Союз, где играла с местными командами.
В 1973 году Риполи встал во главе клуба «XV ноября» (до этого он уже был президентом в 1960-е годы), его приход был ознаменован самыми большими достижениями команды в её истории: в 1976 году «XV ноября» стала второй в Сан-Паулу, а через год в чемпионате Бразилии заняла 8-е место. Риполи возглавлял клуб вплоть до своей кончины в 1983 году, со смертью Риполи «XV ноября» постепенно стал скатываться в низшие дивизионы Паулисты.
Сейчас клуб выступает в серии А3 дивизиона Паулисты, но на сезон 2009 команде поставлена четкая цель — выйти в дивизион А2. Также команда начнёт выступления в дивизионе D чемпионата Бразилии, интересно, что «XV ноября» — это единственный в Бразилии клуб, игравший во всех четырёх дивизионах национального первенства.

## Достижения
- Победитель турнира начала чемпионата Паулиста: 1949